# Desierto costero nublado de la península arábiga
El desierto costero nublado de la península arábiga es una ecorregión de la ecozona afrotropical, definida por WWF, que se extiende por la costa sur y suroeste de la península arábiga.

## Descripción
Es una ecorregión de desierto que ocupa 83 000 kilómetros cuadrados a lo largo de la costa suroeste de Arabia Saudita, la costa sur de Omán y la totalidad de la costa de Yemen.
Limita hacia el interior con la sabana de piedemonte del suroeste de Arabia y, en Omán, con el desierto y semidesierto tropicales del mar Rojo.
La principal característica de este desierto es la densa niebla costera, que proporciona la humedad necesaria para la gran diversidad de fauna y flora que alberga.

## Fauna
Entre la fauna destacan el amenazado leopardo de Arabia (Panthera pardus nimr), el reintroducido íbice de Nubia (Capra ibex nubiana), el lobo árabe (Canis lupus arabs) y la hiena rayada (Hyaena hyaena).

## Endemismos
Se conocen más de sesenta especies endémicas vegetales.

## Estado de conservación
En peligro crítico. Las principales amenazas son la ganadería, la superpoblación humana .